# Schauet doch und sehet, ob irgend ein Schmerz sei, BWV 46
Schauet doch und sehet, ob irgend ein Schmerz sei (BWV 46) ist eine Kirchenkantate von Johann Sebastian Bach. Er schrieb sie in Leipzig für den 10. Sonntag nach Trinitatis und führte sie am 1. August 1723 zum ersten Mal auf.

## Geschichte und Worte
Bach komponierte die Kantate in seinem ersten Jahr in Leipzig für den 10. Sonntag nach Trinitatis, den er am ersten Sonntag nach Trinitatis mit Die Elenden sollen essen begonnen hatte. Die vorgeschriebenen Lesungen für den Sonntag waren als Epistel 1 Kor 12,1–11 , „Mancherlei Gaben, aber ein Geist“, und als Evangelium Lk 19,41–48 , Jesus verkündigt die Zerstörung Jerusalems und treibt die Händler aus dem Tempel. Ein unbekannter Dichter begann den Text mit einem Bibelzitat, Klgl 1,12 , dichtete eine Folge von vier Sätzen, abwechselnd Rezitativ und Arie, und schloss mit der neunten Strophe des Liedes „O großer Gott von Macht“ von Johann Matthäus Meyfart.
Bach führte die Kantate erstmals am 1. August 1723 auf.

## Besetzung und Aufbau
Die Kantate ist besetzt mit drei Solisten, Alt, Tenor und Bass, Tromba da tirarsi oder Corno da tirarsi, zwei Blockflöten, zwei Oboe da caccia, zwei Violinen, Viola und Basso continuo. Die Instrumentierung ist für einen gewöhnlichen Sonntag außergewöhnlich reich.
1. Coro: Schauet doch und sehet, ob irgend ein Schmerz sei
2. Recitativo (Tenor): So klage du, zerstörte Gottesstadt
3. Aria (Bass): Dein Wetter zog sich auf von weiten
4. Recitativo (Alt): Doch bildet euch, o Sünder, ja nicht ein
5. Aria (Alt): Doch Jesus will auch bei der Strafe
6. Choral: O großer Gott von Treu

## Musik
Der erste Satz besteht aus zwei Abschnitten und ist ein groß dimensioniertes Klagelied voller Symbolik. Bach bearbeitete den ersten Abschnitt als Qui tollis peccata mundi des Gloria seiner Missa von 1733, die später in seine h-Moll-Messe einging. Die Bass-Arie malt dramatisch den Ausbruch eines Gewitters. Sie ist der einzige Satz, in dem die Trompete, die sonst den Sopran verstärkt, solistisch auftritt und Gottes Hoheit zum Ausdruck bringt. Die Altarie ist ein Quartett der Singstimme, der beiden Blockflöten und der Oboen unisono, ohne basso continuo. Im Schlusschoral ist der vierstimmige Satz Zeile für Zeile durch Zwischenspiele der Blockflöten bereichert. Sie erinnern an die Zwischenspiele des Eingangschors und sorgen damit für formale Geschlossenheit.

## Einspielungen
- J.S. Bach: Cantatas BWV 46 & BWV 65, Helmut Kahlhöfer, Kantorei Barmen-Gemarke, Barmer Kammerorchester, Lotte Wolf-Matthäus, Georg Jelden, Jakob Stämpfli, Cantate 1960
- J.S. Bach: Das Kantatenwerk · Complete Cantatas · Les Cantates, Folge / Vol. 12 - BWV 43-46, Gustav Leonhardt, Knabenchor Hannover, Leonhardt-Consort, René Jacobs, Kurt Equiluz, Hanns-Friedrich Kunz, Telefunken 1975
- Die Bach Kantate Vol. 46, Helmuth Rilling, Gächinger Kantorei, Bach-Collegium Stuttgart, Helen Watts, Adalbert Kraus, Wolfgang Schöne, Hänssler 1976
- J.S. Bach: Complete Cantatas Vol. 8, Ton Koopman, Amsterdam Baroque Orchestra & Choir, Bogna Bartosz, Jörg Dürmüller, Klaus Mertens, Antoine Marchand 1998
- J.S. Bach: Cantatas Vol. 11 – Cantatas from Leipzig 1723 / IV – BWV 46, 95, 136, 138, Masaaki Suzuki, Bach Collegium Japan, Kai Wessel, Makoto Sakurada, Peter Kooij, BIS 1998
- Bach Edition Vol. 11 - Cantatas Vol. 5, Pieter Jan Leusink, Holland Boys Choir, Netherlands Bach Collegium, Sytse Buwalda, Knut Schoch, Bas Ramselaar, Brilliant Classics 1999
- Bach Cantatas Vol. 5: Rendsburg/Braunschweig / For the 8th Sunday after Trinity / For the 10th Sunday after Trinity, John Eliot Gardiner, Monteverdi Choir, English Baroque Soloists, Daniel Taylor, Christoph Genz, Gotthold Schwarz, Soli Deo Gloria 2000